# 南埃馬湖
50°4′13.77″N 8°59′42.73″E / 50.0704917°N 8.9952028°E

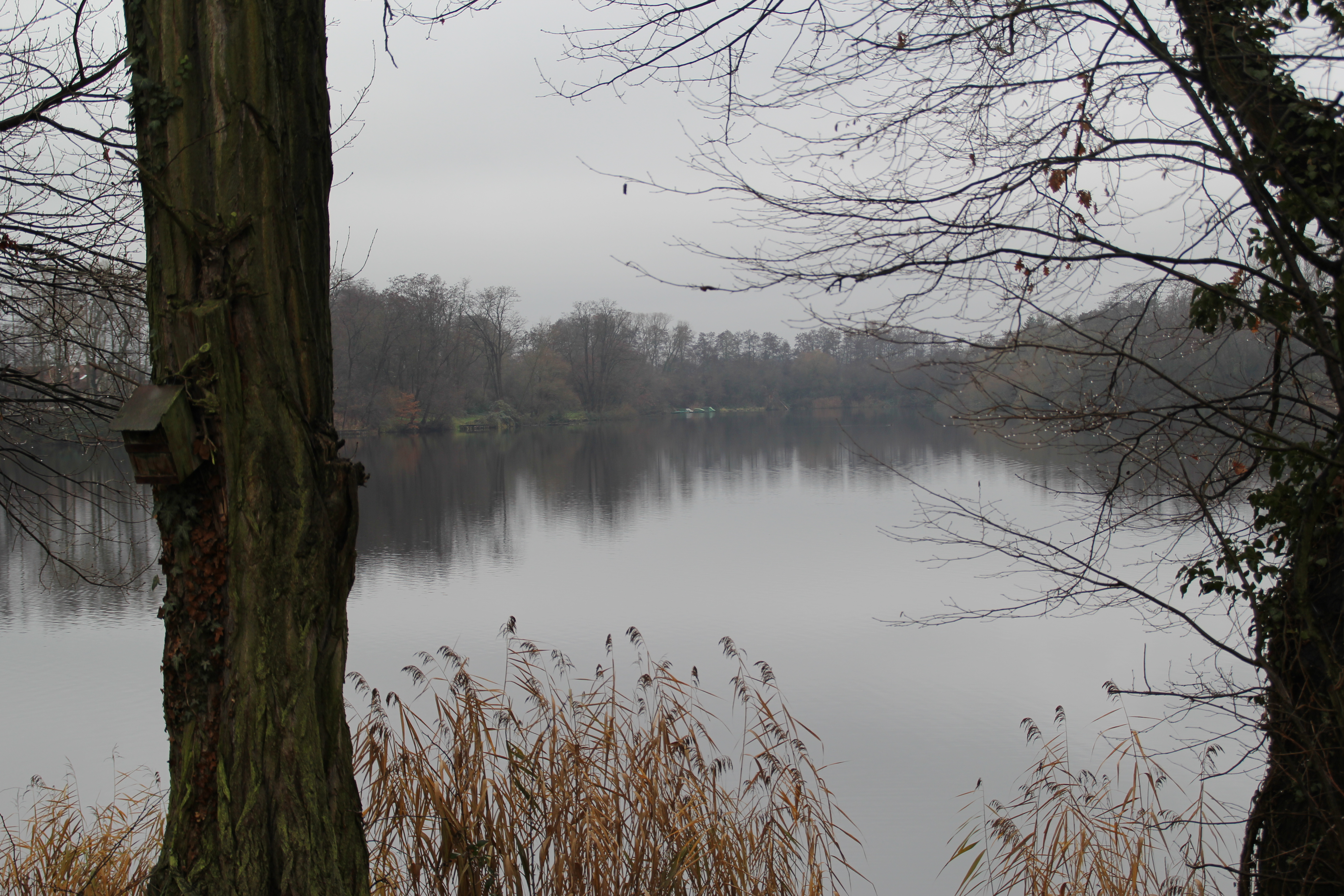

南埃馬湖（德語：Emma-Süd）是德國的湖泊，位於該國東南部，由巴伐利亞州負責管轄，處於阿沙芬堡縣，長0.6公里、寬0.5公里，面積0.13平方公里，最大水深13.7米。